# محمد الوديع الآسفي
محمد الوديع الآسفي شاعر مغربي ولد عام 1923 بمدينة آسفي، التحق بمدرسة المختار السوسي الحرة بمراكش، ثم بجامع القرويين بفاس، شارك في الحركة الوطنية لمناهضة الاستعمار وقد  مارس مهنة التعليم.

## من مؤلفاته
- جريدة فلسطين.
- من وحي المقاومة المغربية
- الجرح العنيد.